# Chiesa di San Raffaele Arcangelo (Pompiano)
La chiesa di San Raffaele Arcangelo è il principale edificio di culto cattolico di Gerolanuova, frazione del comune italiano di Pompiano, in provincia e diocesi di Brescia. Sede parrocchiale (unitamente alla chiesa di San Giorgio Martire di Pudiano), fa parte della zona pastorale della Bassa Occidentale.

## Storia
Le prime testimonianze note relative all'esistenza di una chiesa dedicata a san Raffaele in Gerola (dal 1863 Gerolanuova) risalgono al 1472, quando sulla chiesa furono eseguiti lavori di restauro e fu commissionata e posta una nuova pala d'altare.
La chiesa, nel corso del XVIII secolo, fu riedificata, forse su progetto dell'architetto veneto Giorgio Massari. I lavori, iniziati nel 1763, furono terminati nel 1772, sotto la supervisione del celebre abate Antonio Marchetti. Nella prima metà del secolo successivo furono realizzati i due altari della Madonna e dei Santi. Entro il 1865 fu terminato anche il campanile, sul quale nel 1867 vennero issate le cinque campane, fuse dalla ditta Crespi.
Entro il 1912 l'edificio fu restaurato, mentre furono commissionate le decorazioni degli interni a Eliodoro Coccoli, Gezio Cominelli e Umberto Marigliani. La chiesa venne infine consacrata il 21 ottobre 1912. Nel 1963 alla chiesa fu donato un tabernacolo, opera della ditta Borri, mentre nel periodo successivo, secondo quanto stabilito dal Concilio Vaticano II, fu aggiunta una mensa eucaristica rivolta verso l'aula.

## Descrizione

### Esterno

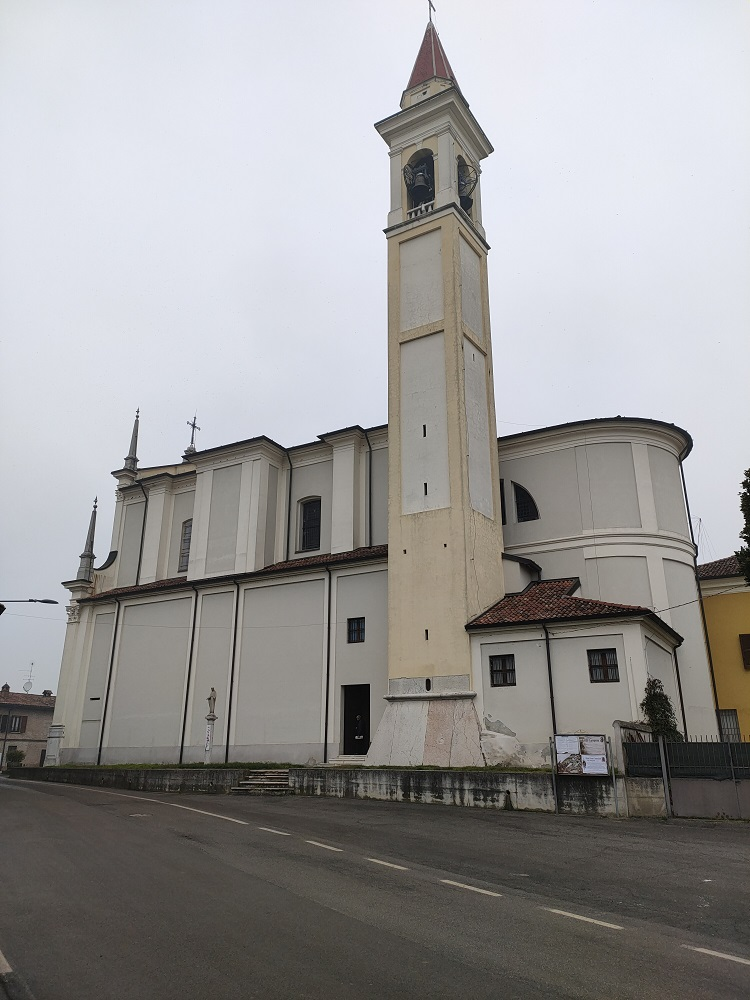
Lato sud dell'edificio. Al centro dell'immagine, il campanile.

La chiesa, orientata lungo l'asse est-ovest, presenta un corpo centrale rettangolare, concluso sul lato orientale dal presbiterio, anch'esso rettangolare, e dall'abside semicircolare.
La facciata, a doppio registro, è scandita nell'ordine inferiore da sei lesene lisce con capitelli compositi che inquadrano al centro il portale di ingresso, decorato con un architrave sormontato da un timpano mistilineo. L'ordine superiore presenta al centro un finestrone, che presenta un architrave a sesto ribassato ed è decorato da un cornicione mistilineo. La facciata è sormontata da un frontone triangolare, coronato al centro da una croce metallica, mentre in corrispondenza delle lesene laterali dell'ordine inferiore e dei due vertici laterali del frontone si innalzano quattro pinnacoli.
I lati lunghi presentano, nel registro superiore, dei contrafforti quadrangolari, mentre sul lato meridionale dell'edificio è addossato il campanile, che presenta una struttura a pianta quadrata coronata da una cuspide a base ottagonale.

### Interno
L’interno presenta una navata unica, accompagnata sui lati lunghi da due cappelle per lato (contenenti altrettanti altari), è coperta da una volta a botte interamente affrescata. Lo spazio interno è scandito da lesene dai capitelli compositi poste in corrispondenza dei contrafforti.
Il presbiterio è coperto da una volta a vela, mentre l'abside è chiuso superiormente da una semi-cupola. Il catino absidale decorato dal pittore bresciano Pietro Scalvini, mentre la pala dell'altare maggiore è opera di Santino Cattaneo, raffigurante l'Arcangelo Raffaele con Tobia. Sui lati del presbiterio si trovano le cantorie, delle quali quella destra contiene l'organo, risalente al 1899 e realizzato dalla ditta Tamburini.